# Tsjudovo
Tsjudovo (russisk Чýдово) er en by i Novgorod oblast, Rusland. Der var 15.093 indbyggere i begyndelsen af 2013.
Byen, som ligger nogle kilometer vest for floden Volkhov, er en station på Sankt Petersborg-Moskva-banen (åbnet 1851) og har forbindelse med jernbanen sydpå mod Novgorod (åbnet 1871). Landevejen M10 (Europavej 105), som følger jernbanen fra Sankt Petersborg, svinger her sydpå mod Novgorod.
Byen er administrationscentrum i landkommunen Tsjudovo (Чудовский район) med 21.655 indbyggere (2013), hvoraf 70% bor i stationsbyen. Det er den nordligste kommune i Novgorod oblast. Kommunevåbnet viser to bjørne og to brændende tændstikker, et minde om stedets tidlige fremstillingsindustri. Der produceres også krydsfiner og jernbanesveller. Et tidligere glasværk er gået over til at producere varmeisolering. Den næststørste bebyggelse i kommunen er Krasnofarfornyi (1329 indbyggere), som har sit navn efter den porcelænsfabrik som blev anlagt der 1898 og som fra 1917 bærer navnet Røde porcelænsmager (Красный фарфорист, Krasnij farforist).